# Stictolissonota longiterebra
Stictolissonota longiterebra là một loài tò vò trong họ Ichneumonidae.